# Plouider
Plouider – miejscowość i gmina we Francji, w regionie Bretania, w departamencie Finistère.
Według danych na rok 1990 gminę zamieszkiwało 1818 osób, a gęstość zaludnienia wynosiła 77 osób/km² (wśród 1269 gmin Bretanii Plouider plasuje się na 347. miejscu pod względem liczby ludności, natomiast pod względem powierzchni na miejscu 405.).